# Aeroportul Regional Garden City
Aeroportul Regional Garden City (IATA: GCK, ICAO: KGCK, FAA LID: GCK) este un aeroport din Kansas, Statele Unite ale Americii ce deservește zona Garden City⁠(d). Aeroportul a fost tranzitat în 2019 de 50.146 de pasageri. A fost numit după zona deservită.
Situat la o altitudine de 881 m, aeroportul dispune de 2 piste.

## Infrastructură

### Piste
Aeroportul dispune de 2 piste. Pista 12/30 are suprafața de beton și dimensiunile 5.700 picioare × 100 picioare. Pista 17/35 are suprafața de beton și dimensiunile 7.299 picioare × 100 picioare. 